# Faulx
Pour les articles homonymes, voir Faulx (homonymie).
Faulx est une commune française située dans le département de Meurthe-et-Moselle en région Grand Est.

## Géographie

### Localisation
Faulx est située à 18 km au nord de Nancy.
Le territoire de la commune est limitrophe de ceux de dix communes.
Les communes limitrophes sont  Belleau, Bouxières-aux-Chênes, Bouxières-aux-Dames, Bratte, Custines, Eulmont, Lay-Saint-Christophe, Malleloy, Montenoy et Sivry.

### Géologie et relief
La superficie de la commune est de 17,2 km2 ; son altitude varie de 215  à   412 m.

### Hydrographie

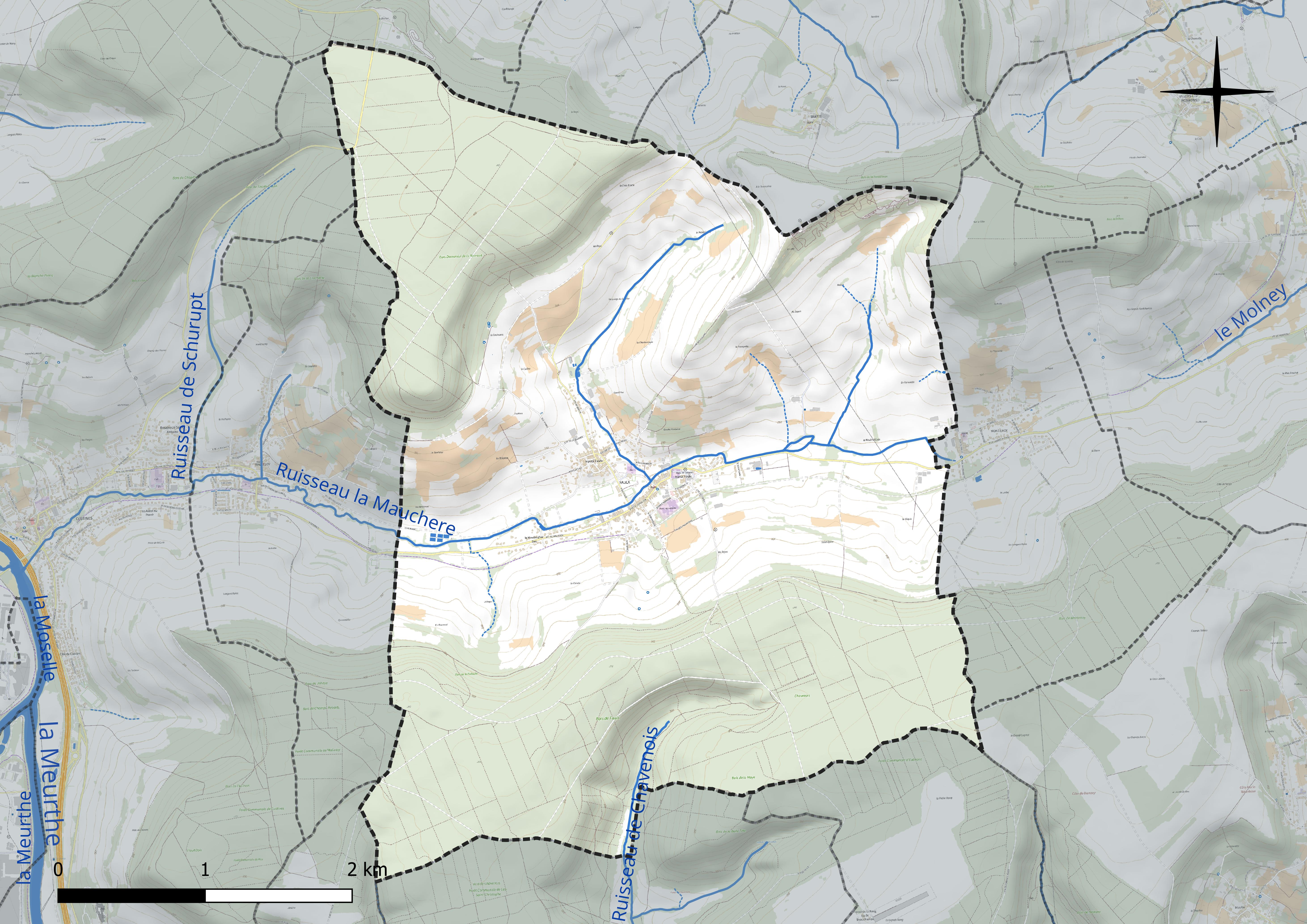
Réseau hydrographique de Faulx.

Le territoire de la commune est situé dans le bassin Rhin-Meuse.
La commune est dans le bassin versant du Rhin au sein du bassin Rhin-Meuse. Elle est drainée par le ruisseau de Chavenois et le ruisseau la Mauchere,,,.

### Climat
Pour des articles plus généraux, voir Climat du Grand Est et Climat de Meurthe-et-Moselle.
En 2010, le climat de la commune est de type climat des marges montargnardes, selon une étude du Centre national de la recherche scientifique s'appuyant sur une série de données couvrant la période 1971-2000. En 2020, Météo-France publie une typologie des climats de la France métropolitaine dans laquelle la commune est exposée à un climat semi-continental et est dans la région climatique  Lorraine, plateau de Langres, Morvan, caractérisée par un hiver rude (1,5 °C), des vents modérés et des brouillards fréquents en automne et hiver. 
Pour la période 1971-2000, la température annuelle moyenne est de 9,7 °C, avec une amplitude thermique annuelle de 16,7 °C. Le cumul annuel moyen de précipitations est de 762 mm, avec 12,4 jours de précipitations en janvier et 9,1 jours en juillet. Pour la période 1991-2020, la température moyenne annuelle observée sur la station météorologique de Météo-France la plus proche, « Nancy-Essey », sur la commune de Tomblaine à 12 km à vol d'oiseau, est de 11,0 °C et le cumul annuel moyen de précipitations est de 746,3 mm. 
La température maximale relevée sur cette station est de 40,1 °C, atteinte le 24 juillet 2019 ; la température minimale est de −24,8 °C, atteinte le 21 février 1956,,. 
Les paramètres climatiques de la commune ont été estimés pour le milieu du siècle (2041-2070) selon différents scénarios d'émission de gaz à effet de serre à partir des nouvelles projections climatiques de référence DRIAS-2020. Ils sont consultables sur un site dédié publié par Météo-France en novembre 2022.

### Milieux naturels et biodiversité

#### Zones naturelles d'intérêt écologique, faunistique et floristique
L’inventaire des zones naturelles d'intérêt écologique, faunistique et floristique (ZNIEFF) a pour objectif de réaliser une couverture des zones les plus intéressantes sur le plan écologique, essentiellement dans la perspective d’améliorer la connaissance du patrimoine naturel national et de fournir aux différents décideurs un outil d’aide à la prise en compte de l’environnement dans l’aménagement du territoire.
Le territoire communal comprend trois ZNIEFF de type 1 : 
- la côte de Savrony au-dessus de Crabochamp[13] ;
- le vallon de Faulx et le plateau de Malzeville[14] ;
- la pelouse de la côte à Faulx[15].

#### Espèces faunistiques et floristiques
L’Inventaire national du patrimoine naturel (INPN) recense plusieurs espèces faunistiques et floristiques sur le territoire de la commune dont certaines sont protégées et d’autres menacées et quasi-menacées.

## Urbanisme

### Typologie
Au 1er janvier 2024, Faulx est catégorisée bourg rural, selon la nouvelle grille communale de densité à sept niveaux définie par l'Insee en 2022.
Elle est située hors unité urbaine. Par ailleurs la commune fait partie de l'aire d'attraction de Nancy, dont elle est une commune de la couronne,. Cette aire, qui regroupe 353 communes, est catégorisée dans les aires de 200 000 à moins de 700 000 habitants,.

### Occupation des sols
L'occupation des sols de la commune, telle qu'elle ressort de la base de données européenne d’occupation biophysique des sols Corine Land Cover (CLC), est marquée par l'importance des forêts et milieux semi-naturels (47,7 % en 2018), une proportion identique à celle de 1990 (47,7 %). La répartition détaillée en 2018 est la suivante : forêts (42,3 %), prairies (19,2 %), terres arables (18,1 %), zones agricoles hétérogènes (6 %), milieux à végétation arbustive et/ou herbacée (5,4 %), zones urbanisées (5 %), cultures permanentes (4 %). L'évolution de l’occupation des sols de la commune et de ses infrastructures peut être observée sur les différentes représentations cartographiques du territoire : la carte de Cassini (XVIIIe siècle), la carte d'état-major (1820-1866) et les cartes ou photos aériennes de l'IGN pour la période actuelle (1950 à aujourd'hui).

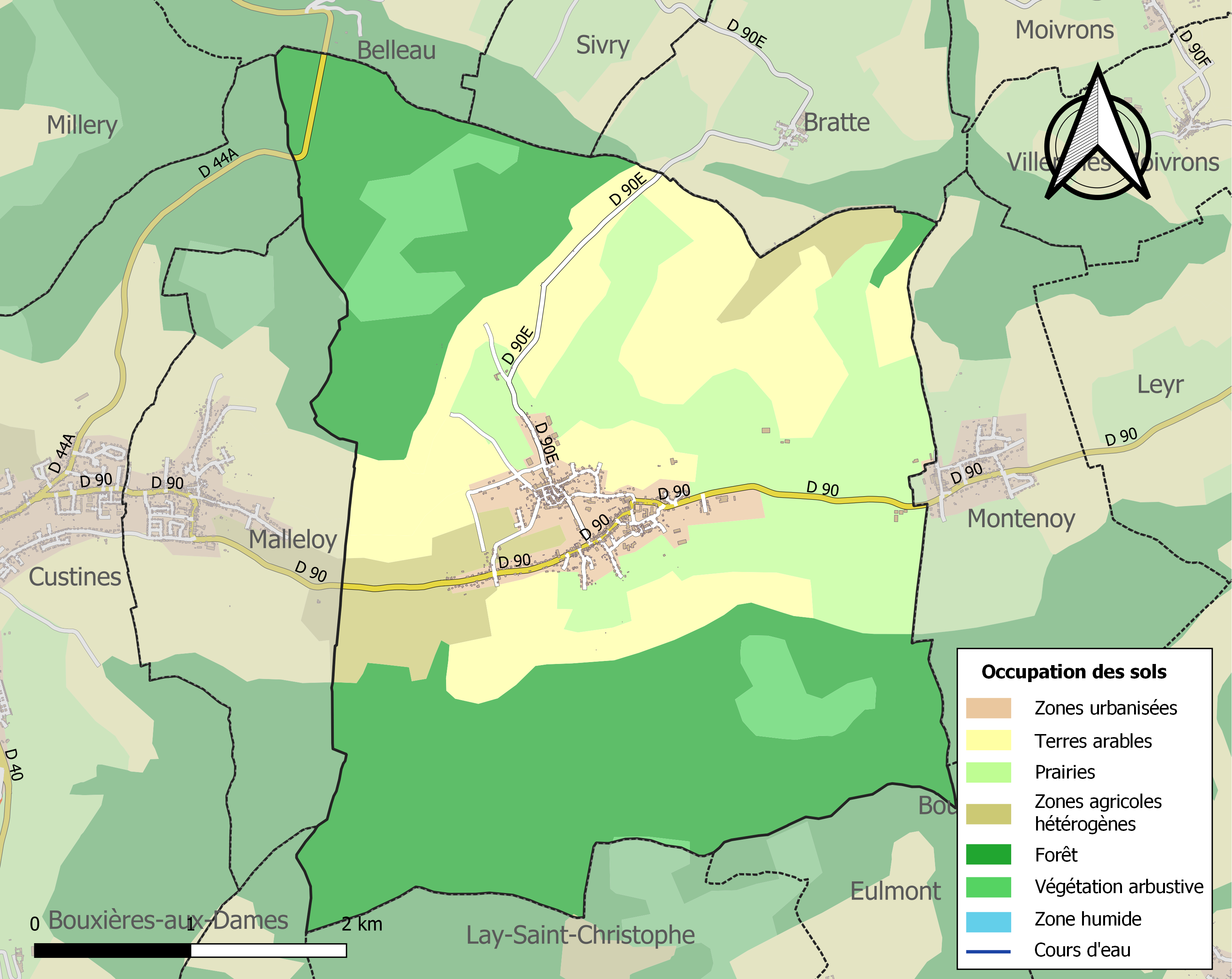
Carte des infrastructures et de l'occupation des sols de la commune en 2018 (CLC).

## Toponymie
Le nom de la localité est attesté sous les formes Faltum (936) ; Molendinum de Faulx (1159) ; Ecclesia de Faus (1288) ; Faus-la-Grant et Faus-la-Petite (1324) ; Fauls (1345) ; Faulz-à-Sainct-Pierre, Faulz-à-Sainct-Estenne ; les dous Faulz (1346) ; Falz (1403).
De l'oïl faux « faucille, faux », peut-être pour désigner la forme du hameau Haute Faulx.

## Politique et administration

### Découpage territorial
La commune se trouve dans l'arrondissement de Nancy du département de Meurthe-et-Moselle.

#### Commune et intercommunalités
La commune est membre de la communauté de communes du Bassin de Pompey.

#### Circonscriptions administratives
La commune est rattachée au canton d'Entre Seille et Meurthe.

#### Circonscriptions électorales
Pour l'élection des députés, la commune fait partie de la sixième circonscription de Meurthe-et-Moselle.

### Élections municipales et communautaires

#### Liste des maires
| Période                                  | Période   | Identité                                           | Étiquette | Qualité    |
| ---------------------------------------- | --------- | -------------------------------------------------- | --------- | ---------- |
| Les données manquantes sont à compléter. |           |                                                    |           |            |
| mars 1977                                | juin 1995 | Paul Lebel                                         |           |            |
| juin 1995                                | mars 2001 | Guy Grandieu                                       | PS        |            |
| mars 2001                                | 2014      | Jean-Pierre Carriere                               | PS        |            |
| mars 2014                                | En cours  | Dominique Grandieu, Réélu pour le mandat 2020-2026 |           | Technicien |

## Population et société

### Démographie
Les habitants sont appelés les Falcéens.

#### Évolution démographique
L'évolution du nombre d'habitants est connue à travers les recensements de la population effectués dans la commune depuis 1793. Pour les communes de moins de 10 000 habitants, une enquête de recensement portant sur toute la population est réalisée tous les cinq ans, les populations de référence des années intermédiaires étant quant à elles estimées par interpolation ou extrapolation. Pour la commune, le premier recensement exhaustif entrant dans le cadre du nouveau dispositif a été réalisé en 2004.

En 2022, la commune comptait 1 391 habitants, en évolution de +4,43 % par rapport à 2016 (Meurthe-et-Moselle : −0,13 %, France hors Mayotte : +2,11 %).
| 1793 | 1800 | 1806 | 1821 | 1831 | 1836 | 1841 | 1846 | 1851 |
| ---- | ---- | ---- | ---- | ---- | ---- | ---- | ---- | ---- |
| 684  | 830  | 812  | 891  | 821  | 900  | 914  | 900  | 893  |

| 1856 | 1861 | 1872 | 1876 | 1881 | 1886 | 1891 | 1896 | 1901 |
| ---- | ---- | ---- | ---- | ---- | ---- | ---- | ---- | ---- |
| 815  | 833  | 750  | 741  | 852  | 800  | 785  | 842  | 910  |

| 1906 | 1911 | 1921 | 1926 | 1931 | 1936 | 1946 | 1954 | 1962 |
| ---- | ---- | ---- | ---- | ---- | ---- | ---- | ---- | ---- |
| 867  | 857  | 765  | 783  | 832  | 767  | 799  | 791  | 810  |

| 1968 | 1975  | 1982  | 1990  | 1999  | 2004  | 2006  | 2009  | 2014  |
| ---- | ----- | ----- | ----- | ----- | ----- | ----- | ----- | ----- |
| 859  | 1 002 | 1 064 | 1 135 | 1 170 | 1 256 | 1 269 | 1 320 | 1 313 |

| 2019  | 2022  | - | - | - | - | - | - | - |
| ----- | ----- | - | - | - | - | - | - | - |
| 1 367 | 1 391 | - | - | - | - | - | - | - |

### Sports et loisirs
- La course « Val de Lorraine Classic », course d'enduro moto, a été créée en 1999[32]. Elle a accueilli des pilotes connus tels que Stéphane Peterhansel et Marc Germain, le plus titré avec cinq victoires.
- La course de VTT « Val de Lorraine Wagon DH » a lieu chaque année, depuis 2004, le dernier weekend de mars[33].

## Culture locale et patrimoine

### Lieux et monuments
- Le château reconstruit en 1730 sur l'emplacement du précédent (1551) ; maison de retraite-EHPAD jusqu'en septembre 2018. En cours de réhabilitation en logements privés (état en 2024). À l'angle, tour médiévale transformée en pigeonnier (les nombreux boulins sont toujours présents).
- La chapelle castrale, au fond de la propriété, placée sous le vocable de Notre-Dame de Belle-Croix. Fondée en 1728 par Grisot de Belle Croix, réédifiée par Dolard de Myon et son épouse, Claire Zoé de Vignolle en 1841. Bénie solennellement le 29 juillet de la même année par Monseigneur Menjaud. Nef unique à plafond plat. Clocheton.
- L'ancien presbytère (XVIIIe siècle).
- L'église Saint-Pierre XVIIIe siècle, sur l'emplacement d'un ancien ermitage : Christ en croix (XIVe siècle) en façade, accompagné des statues de saint Pierre et saint Étienne, reliques de saint Martial.
- Le monument aux morts[34].

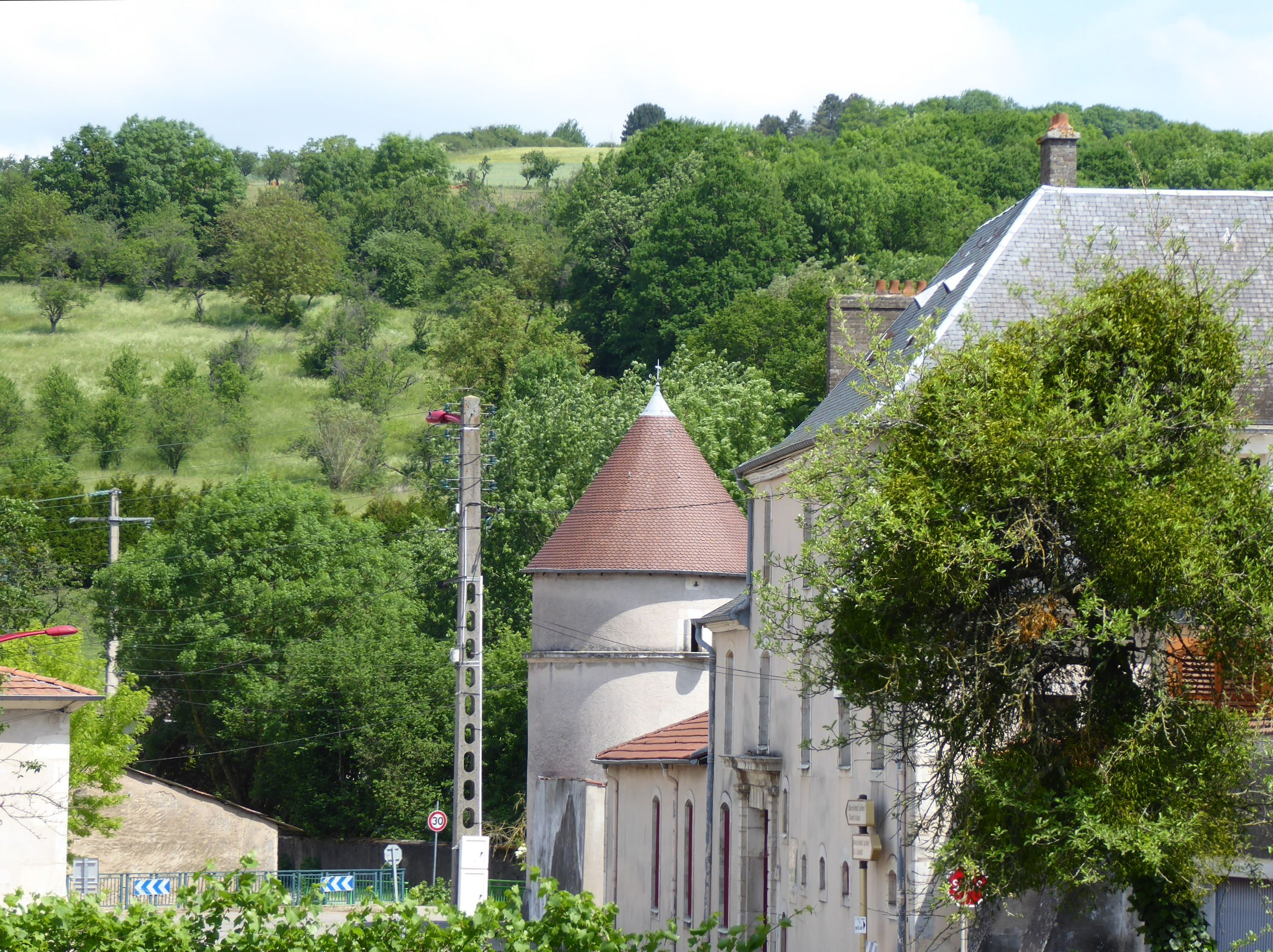
Le château, vu depuis le parvis de l'église.
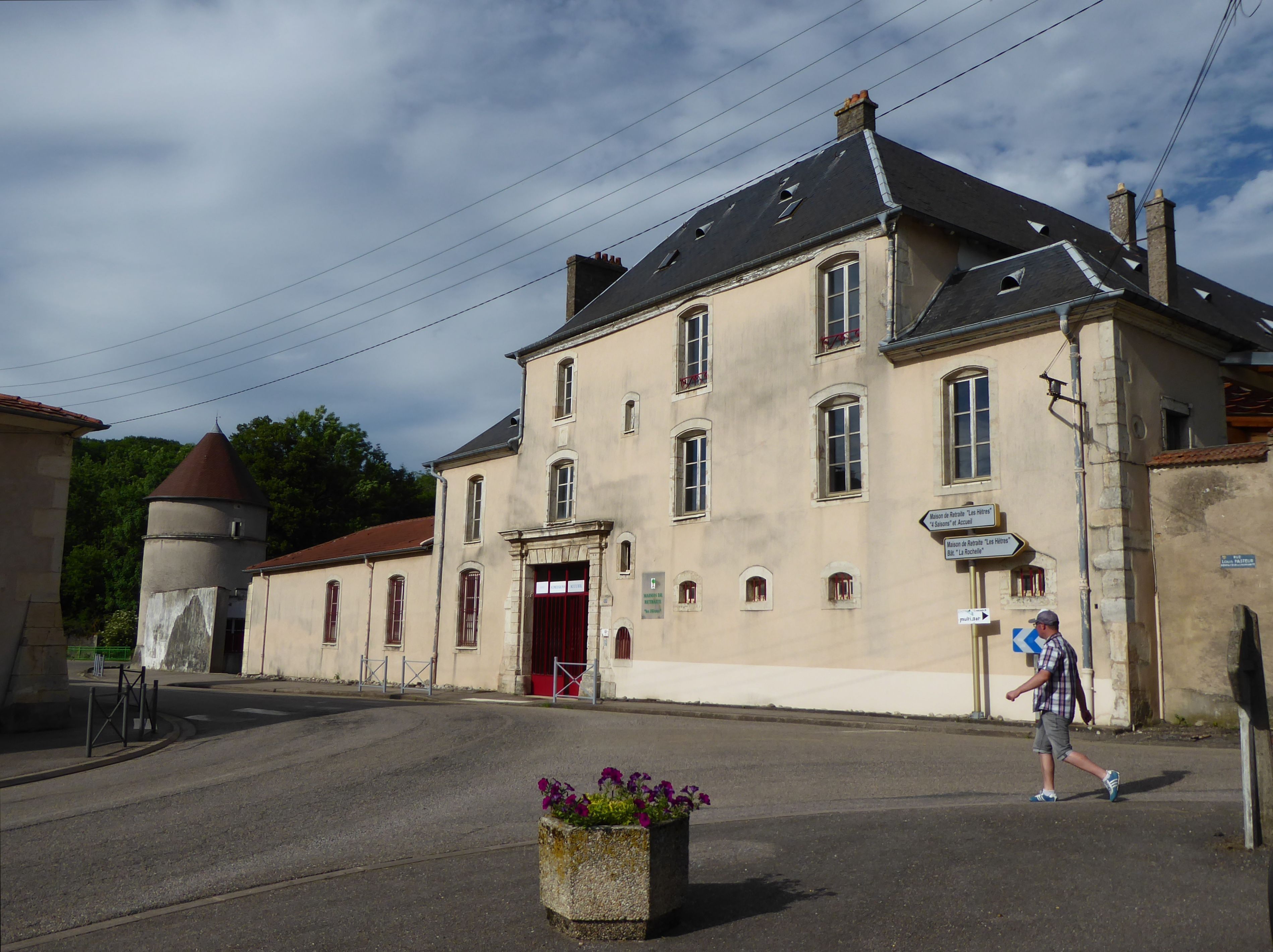
La façade du château et le pigeonnier.
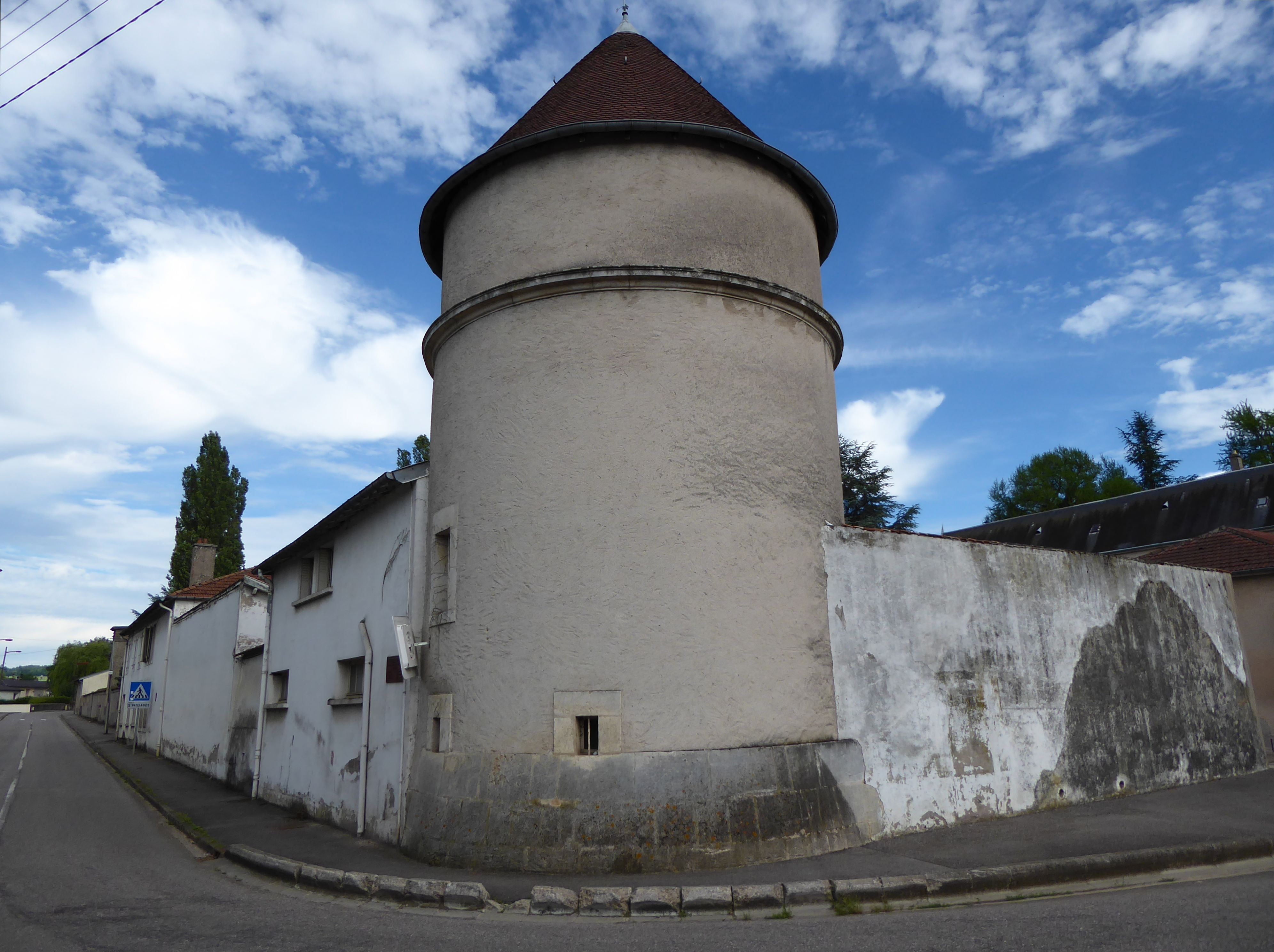
La tour médiévale devenue pigeonnier.
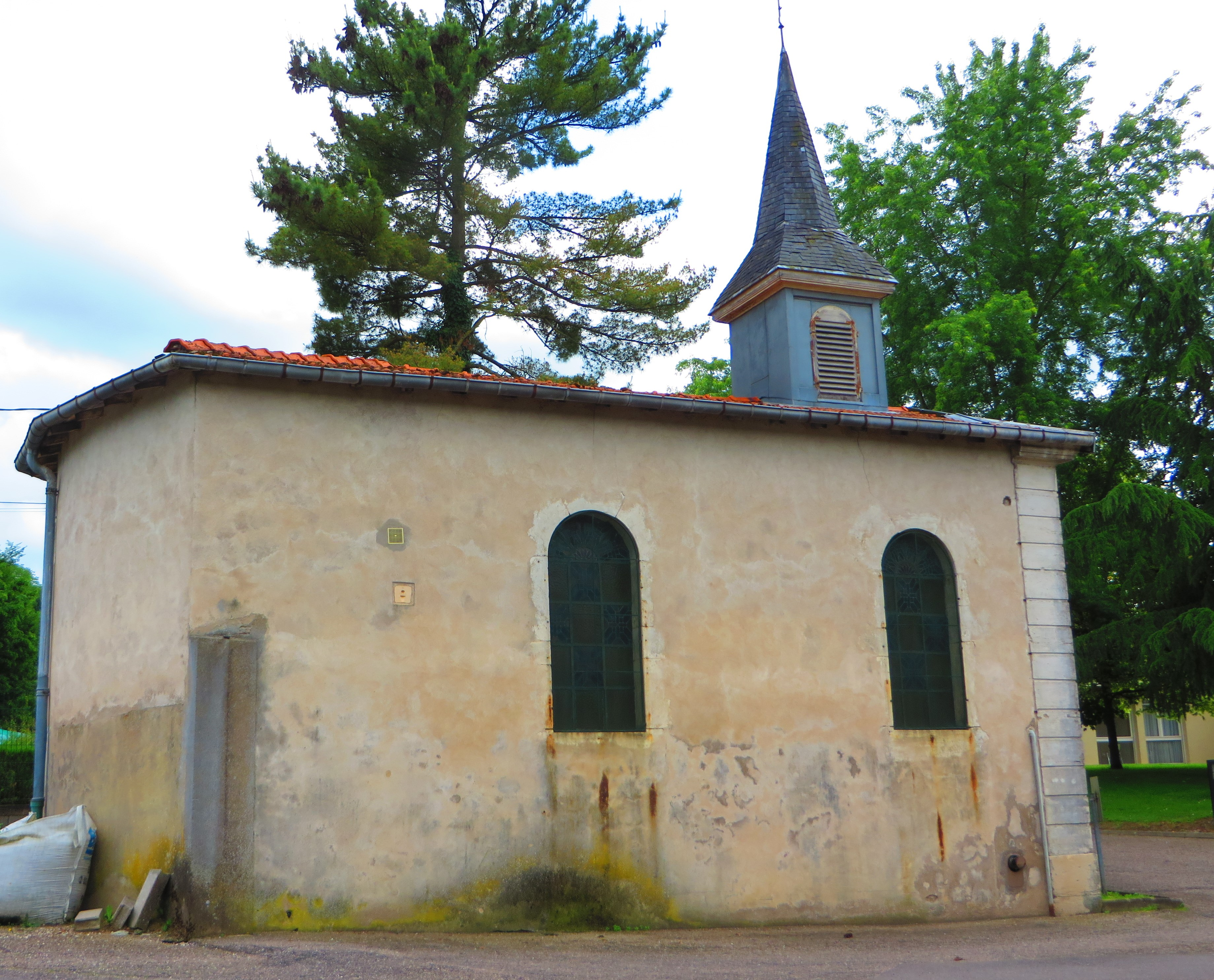
La chapelle castrale.
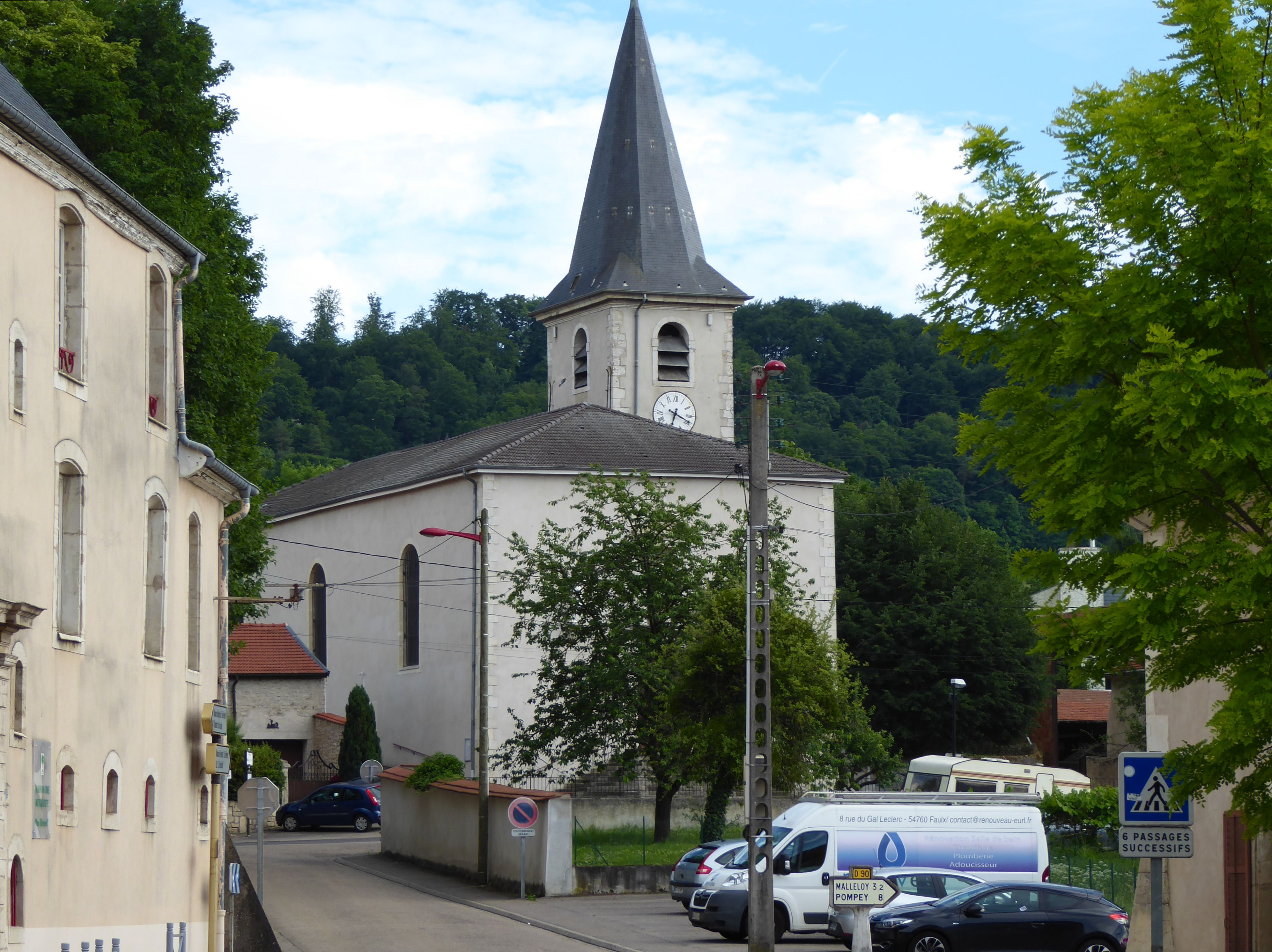
L'église Saint-Pierre.

### Personnalités liées à la commune
- Louis Marin (1871-1960), professeur d'ethnographie, membre de l’Académie des sciences morales et politiques, et homme politique français, né à Faulx.

### Héraldique, logotype et devise
| Blason de Faulx | Blason  | Coupé : au premier d'or à la bande de gueules chargée de trois alérions d'argent, au second parti au I de gueules au dextrochère de carnation, vêtu d'azur, mouvant d'une nuée d'argent, tenant une épée du même garnie d'or accostée de deux cailloux du même, et au II d'azur aux deux bars adossés d'or, accostés de deux fers de faux affrontés d'argent posés en pal. |
| Blason de Faulx | Détails | Armes parlantes (faux). Blason de Lorraine, de l'évêque de Metz et de la prévôté du Val des Faulx. Blason utilisé depuis 1967. |

#### Bases de données, dictionnaires et encyclopédies
- Site officiel
- Ressources relatives à la géographie :   - Insee (communes)
  - Ldh/EHESS/Cassini
- Ressource relative à plusieurs domaines :   - Annuaire du service public français
- Notices d'autorité :   - BnF (données)

#### Autres liens externes
- Dossier de la commune sur le site de l'Insee[Note 6], [lire en ligne]
- La commune sur Remonter le temps, sur le site de l’IGN, [lire en ligne][Note 7]
- « La commune » sur Géoportail.
- « Faulx », Monographies communales de Meurthe-et-Moselle réalisées pour l'exposition universelle de 1889 et conservées par les Bibliothèques de Nancy, sur galeries.limedia.fr
- Faulx sur le site de l'Institut géographique national